# Số Cullen
Trong toán học, số Cullen là số nằm trong dãy số {\displaystyle C_{n}=n\cdot 2^{n}+1} (trong đó {\displaystyle n} là số tự nhiên). Các số Cullen được lần đầu nghiên cứu bởi nhà toán học James Cullen trong 1905. Các số này là trường hợp đặc biệt của số Proth.
Nếu số {\displaystyle C_{n}} là số nguyên tố thì ta gọi số đó là số nguyên tố Cullen.

## Các tính chất
Trong 1976 Christopher Hooley đã chứng minh rằng mật độ tự nhiên của các số nguyên dương {\displaystyle n\leq x} sao cho Cn là số nguyên tố là vào khoảng o(x) khi {\displaystyle x\to \infty }. Tức là, gần như tất cả các số Cullen đều là hợp số.  Bài chứng minh của Hooley được viết lại bởi Hiromi Suyama để chứng tỏ rằng nó cũng đúng với mọi dãy số nguyên dưới dạng n·2n + a + b trong đó a và b là các số nguyên, và đồng thời cũng đúng cho các số Woodall. Dãy các giá trị n sao cho số Cullen là số nguyên tố là:
1, 141, 4713, 5795, 6611, 18496, 32292, 32469, 59656, 90825, 262419, 361275, 481899, 1354828, 6328548, 6679881 (dãy số A005849 trong bảng OEIS).
Song, các nhà toán học vẫn đặt giả thuyết rằng có vô hạn các số nguyên tố Cullen.
Số Cullen Cn chia hết cho p = 2n − 1 nếu p là số nguyên tố nằm dưới dạng 8k − 3; hơn nữa, bằng định lý bé Fermat, ta sẽ suy ra được nếu p là số nguyên tố lẻ, thì p là ước của Cm(k) và m(k) = (2k − k)(p − 1) − k (với k > 0). Ta cũng chứng minh rằng số nguyên tố p là ước của C(p + 1)/2 khi ký hiệu Jacobi (2 | p) bằng −1, và p là ước của C(3p − 1)/2 khi ký hiệu Jacobi (2 | p) bằng + 1.
Hiện ta chưa biết liệu có số nguyên tố p sao cho Cp cũng là số nguyên tố.

## Dạng tổng quát
Số Cullen tổng quát cơ số b là các số có dạng n·bn + 1, trong đó n + 2 > b; nếu một số nguyên tố có thể viết dưới dạng này thì số đó được gọi là số nguyên tố Cullen tổng quát. Các số Woodall còn được gọi là Số Cullen thuộc loại hai.
Tính đến tháng 10 năm 2021, số nguyên tố Cullen tổng quát lớn nhất được biết đến là số 2525532·732525532 + 1. Nó có 4,705,888 chữ số và được phát hiện bởi Tom Greer, một trong những người tham gia dự án PrimeGrid.
Theo định lý bé Fermat, nếu có số nguyên tố p sao cho n chia hết cho p − 1 và n + 1 chia hết cho p (đặc biệt là khi n = p − 1) và p không phải là ước của b, thì bn phải đồng dư với 1 mod p (bởi bn là luỹ thừa của bp − 1 và bp − 1 đồng dư với 1 mod p). Do đó, n·bn + 1 chia hết cho p, nên nó không phải số nguyên tố. Lấy ví dụ, nếu n đồng dư với 2 mod 6 (tức là 2, 8, 14, 20, 26, 32, ...) và n·bn + 1 là số nguyên tố, thì b phải chia hết cho 3 (trừ trường hợp b = 1).
Dãy các giá trị nhỏ nhất của n sao cho n·bn + 1 là số nguyên tố (để dấu hỏi nếu phần tử này chưa biết là có hay không) là 
1, 1, 2, 1, 1242, 1, 34, 5, 2, 1, 10, 1, ?, 3, 8, 1, 19650, 1, 6460, 3, 2, 1, 4330, 2, 2805222, 117, 2, 1, ?, 1, 82960, 5, 2, 25, 304, 1, 36, 3, 368, 1, 1806676, 1, 390, 53, 2, 1, ?, 3, ?, 9665, 62, 1, 1341174, 3, ?, 1072, 234, 1, 220, 1, 142, 1295, 8, 3, 16990, 1, 474, 129897, ?, 1, 13948, 1, ?, 3, 2, 1161, 12198, 1, 682156, 5, 350, 1, 1242, 26, 186, 3, 2, 1, 298, 14, 101670, 9, 2, 775, 202, 1, 1374, 63, 2, 1, ... (dãy số A240234 trong bảng OEIS)
| b  | Các số n sao cho n × bn + 1 là số nguyên tố (các giá trị của n được kiểm tra lên tới 101757) | Dãy OEIS |
| 1  | 1, 2, 4, 6, 10, 12, 16, 18, 22, 28, 30, 36, 40, 42, 46, 52, 58, 60, 66, 70, 72, 78, 82, 88, 96, 100, 102, 106, 108, 112, 126, 130, 136, 138, 148, 150, 156, 162, 166, 172, 178, 180, 190, 192, 196, 198, 210, 222, 226, 228, 232, 238, 240, 250, 256, 262, 268, 270, 276, 280, 282, 292, ... (loại trừ số 1 ra) | A006093  |
| 2  | 1, 141, 4713, 5795, 6611, 18496, 32292, 32469, 59656, 90825, 262419, 361275, 481899, 1354828, 6328548, 6679881, ... | A005849  |
| 3  | 2, 8, 32, 54, 114, 414, 1400, 1850, 2848, 4874, 7268, 19290, 337590, 1183414, ... | A006552  |
| 4  | 1, 3, 7, 33, 67, 223, 663, 912, 1383, 3777, 3972, 10669, 48375, ... | A007646  |
| 5  | 1242, 18390, ... |          |
| 6  | 1, 2, 91, 185, 387, 488, 747, 800, 9901, 10115, 12043, 13118, 30981, 51496, ... | A242176  |
| 7  | 34, 1980, 9898, ... | A242177  |
| 8  | 5, 17, 23, 1911, 20855, 35945, 42816, ..., 749130, ... | A242178  |
| 9  | 2, 12382, 27608, 31330, 117852, ... | A265013  |
| 10 | 1, 3, 9, 21, 363, 2161, 4839, 49521, 105994, 207777, ... | A007647  |
| 11 | 10, ... |          |
| 12 | 1, 8, 247, 3610, 4775, 19789, 187895, ... | A242196  |
| 13 | ... |          |
| 14 | 3, 5, 6, 9, 33, 45, 243, 252, 1798, 2429, 5686, 12509, 42545, ... | A242197  |
| 15 | 8, 14, 44, 154, 274, 694, 17426, 59430, ... | A242198  |
| 16 | 1, 3, 55, 81, 223, 1227, 3012, 3301, ... | A242199  |
| 17 | 19650, 236418, ... |          |
| 18 | 1, 3, 21, 23, 842, 1683, 3401, 16839, 49963, 60239, 150940, 155928, ... | A007648  |
| 19 | 6460, ... |          |
| 20 | 3, 6207, 8076, 22356, 151456, ... | A338412  |
| 21 | 2, 8, 26, 67100, ... |          |
| 22 | 1, 15, 189, 814, 19909, 72207, ... |          |
| 23 | 4330, 89350, ... |          |
| 24 | 2, 8, 368, ... |          |
| 25 | 2805222, ... |          |
| 26 | 117, 3143, 3886, 7763, 64020, 88900, ... |          |
| 27 | 2, 56, 23454, ..., 259738, ... |          |
| 28 | 1, 48, 468, 2655, 3741, 49930, ... |          |
| 29 | ... |          |
| 30 | 1, 2, 3, 7, 14, 17, 39, 79, 87, 99, 128, 169, 221, 252, 307, 3646, 6115, 19617, 49718, ... |          |